# Râul Frasin, Târșolț
Râul Frasin este un râu afluent al râului Târșolț. 